# Зарудний Богдан-Олександр Сергійович
Зару́дний Богда́н-Олекса́ндр Сергі́йович (16 [28] квітня 1890, Омськ, Акмолінська область, Російська імперія — 26 січня [8 лютого] 1918, Київ, Українська НРР) — український політичний і державний діяч, член Центрального Комітету Української партії соціалістів-революціонерів, член Української Центральної Ради, генеральний секретар земельних справ Генерального Секретаріату УНР.

## Біографія
Богдан-Олександр Сергійович Зарудний народився в місті Омськ, де на той час відбував заслання його батько. В 1893—1896 роках родина мешкала у Нижньому Новгороді, в 1896 році через хворобу батька (сухоти) переїжджає до Криму, а після його смерті — на Харківщину.
В 1899—1902 роках Богдан-Олександр вчився в Ізюмській реальній школі, звідки переводиться в Петербурзьке училище правознавства, де він за родинною традицією мав отримати юридичну середню освіту. На той час у Петербурзі навчався його старший брат Сергій. Олександр жив у бурсі училища. І в гуртожитку, і в училищі панувала традиційна жорстка атмосфера підпорядкування старшим, багатшим, родовитішим, сильнішим, яка гнітила чуйного юнака, вихованого в родині на демократичних ідеалах. Дійшло до того, що в листопаді 1905 року Олександр намагався накласти на себе руки.
З товаришами Богдан-Олександр створює в училищі гурток, який студіював економіку, соціологію і був під впливом ідей теоретика народництва Миколи Михайловського. Поза школою він має контакти з представниками партії соціалістів-революціонерів, дістає від них партійну літературу. Це не залишається поза увагою начальства, 31 жовтня 1907 року його обшукують, вилучають деякі брошури, папери і виключають з училища. Того ж дня він вирушає додому на Харківщину. Тут Олександр знову вступає до реальної школи в Ізюмі, закінчує 6 та 7 класи. Серед товаришів Олександр організовує гуртки самоосвіти, пропагує ідеї соціалізму серед місцевого робітництва, широко спілкується з місцевою молоддю. З того часу він усвідомив себе українцем. Восени 1909 року Б.-О. Зарудний вступає на юридичний факультет Петербурзького університету. В Петербурзі вони живуть разом з братом Сергієм, який ще раніше став студентом Політехнічного інституту. Останній свідчить, що Богдан-Олександр мало уваги приділяв навчанню, а поринув у нелегальну роботу в есерівських організаціях. В тому середовищі, в якому він обертався, очевидно був агент царської охранки. На початку вересня 1910 року, тільки но брати повернулися з літніх вакацій, поліція робить у них трус. На початку листопада 1910 року брати Зарудні беруть активну участь у акціях протесту в зв'язку з забороною заходів з пошанування пам'яті померлого Льва Толстого. В кінці листопада петербурзьке студентство охоплює широкий протестний рух у зв'язку з самогубством у Зерентуйській каторзі Єгора Сазонова. Уряд з метою придушити студентські демонстрації пішов на круті заходи. З 1 грудня 1910 року почалися масові арешти активістів. Цього дня заарештовано й Олександра. Він місяць просидів у «Доме Предварительного заключения» на Шпалерній вулиці, а 31 грудня його було вислано на Архангельщину.
12 червня 1912 року Олександр повернувся з заслання до Ізюму. З 1913 року він мешкає у Харкові, працює в кооперативних установах: в ПОЮРі (спілці споживчих товариств півдня Росії), комітеті допомоги сільській кооперації, бере участь у кооперативних з'їздах дописує до кооперативної преси, інструктує кооператорів.
Разом з тим продовжує брати участь в нелегальних есерівських організаціях. У той час в Харкові існували дві групи російських есерів. Олександр входив до керівництва тієї з них, яка схилялася до антитерористичних позиції і в якій існував український робітничий гурток. В січні 1914 р. Зарудний їздив до Петербургу в партійних справах. З початком Першої світової війни Олександр не був мобілізований за станом здоров'я (слабкий зір).
В умовах війни харківські есери значно активізують свою роботу, об'єднуються в досить чисельну і впливову в масштабах всієї України організацію. Коли в серпні було арештовано кількох найактивніших її членів, керівна робота лягає на плечі Олександра. З цього часу він знаний серед однопартійців під псевдонімом «Богдан». Вже в першій відозві до народу харківської організації есерів від 17 серпня 1914 року, автором якої був Богдан, ставиться в не питомому для російських есерів, та взагалі російських соціалістів, аспекті українське питання:
«Ви йдете визволяти Галицьку Русь від влади „шваба“! Але чи дасте ви українцям-галичамам те, що мають вони в Австрії? Чи дасте ви Росії ті політичні горожанські права, які мають підданці Вільгейма? Де гарантія того, що побідна Росія не зробиться знов похмурим казематом для всякої чесної думки. Їх нема!» Третю відозву до народу в жовтні Богдан публікує українською мовою і зачіпає в ній моменти з минулого українців, що вже зовсім відбігало усталених поглядів загальноросійської П. С.-Р. В цей час в надрах Харківської організації есерів складається українська секція, за безпосереднього сприяння Богдана створюється «український колектив» молоді, який за його планами мав стати організацією позапартійною, і згодом переформатувався в ЮС — Юнацьку спілку.
В листопаді 1914 року Богдан багато зусиль доклав для організації та проведення в Харкові «Южно-русской конференции П. С.-Р.», на якій були представники партійних організацій Воронежа, Полтави, Чернігова, Києва, Ростова на Дону, Катеринодару, Москви і Петрограду. Конференція проходила в напруженій атмосфері посиленого стеження з боку поліції.
6 січня 1915 року перші збори новообраного керівництва харківської організації есерів потрапляють в засідку посиленого наряду поліції, всіх захоплених, в тому числі і Богдана-Олександра, було заарештовано. Обшуки та арешти серед харківських есерів тривали ще більше місяця, було вилучено багато рукописів, друкованих прокламацій, нелегальної літератури, друкарню, пістолет, печатку, паспорти. Як свідчить Гнат Михайличенко всього було заарештовано 25 чоловік, серед яких були і непричетні до есерівської організації. Крім свого та Богданового імені Гнат називає таких арештованих тоді харківських есерів: Микола Олексіїв, Сергій Петюк (Євменів), Прокіп Мороз, Іван Шовкун, Базавлук, Левченко, Куксенко, Радченко, Книшевський, Датьян, Ягджоглова, Сардарова, Будянський.
Перший місяць арештовані сиділи в Харківській губернській тюрмі, де режим був відносно легкий. Богдан швидко зорієнтувався у в'язничних порядках, організовує таємне листування, внутрішні передачі між арештантами, підтримує новачків, зневірених. Та через місяць сімох з арештованих есерів — Б.-О. Зарудного, Г. Михайличенка, М. Олексіїва, С. Євменіва, М. Базавлука, М. Левченка, П. Мороза — переводять до однокамерного корпусу Холодногірської каторжної тюрми. По десяти місяцях суворого режиму одиночної ізоляції невільники солідарно оголошують протестне голодування, що тривало дев'ять днів.
Про нелюдські умови утримування в'язнів Олександр інформує брата Сергія в жовтні 1915 року під час їхнього єдиного побачення. До справи долучаються досвідчені адвокати. Сергій на прохання арештованого мав розмову з членом державної думи Олександром Керенським, з яким був у дружніх стосунках їхній дядько Олександр Зарудний-старший. Телеграфний запит Керенського до міністра юстиції та голови тюремного управління імперії мав наслідком пом'якшення режиму для Олександра та його товаришів. Їх знову переводять до губернської тюрми.
В грудні 1915 року групу харківських есерів (11 чоловік) судила виїзна сесія «Киевского военно-окружного суда на театре военных действий». Богдана було засуджено на півтора року ув'язнення з зарахуванням слідчого арешту. Після суду йому залишалося просидіти шість з половиною місяців. Таке «м'яке» покарання в умовах воєнного часу пояснювалось досконало проведеним захистом.
Незважаючи на жорстокий тюремний режим, знущання тюремників, Олександр  і під час слідства, і після присуду багато читає, в тому числі німецьких філософів Гегеля й Канта, видає з друзями рукописний журнал «За ґратами», вміщує в ньому кілька своїх оповідань та прозових мініатюр, веде щоденникові записи, нотатки, листується з рідними.
Він переосмислює своє ставлення до війни, стає досить поміркованим «оборонцем», доходячи до переконання, що перемога могутньої та добре зорганізованої імперіалістичної кайзерівської Німеччини може загальмувати в Росії революційні, демократичні процеси.
В липні 1916 року Олександр вийшов на волю. Певний час працював у Воронезькій земській касі дрібного кредиту, вів підготовчу роботу по скликанню з'їзду споживчих товариств, співробітничав в воронезьких журналах.
Керуючись своїм, на той час, переконанням «оборонця», він зголосився на заклик до «білобілетників» йти до армії, і у листопаді 1916 року став солдатом 477-ї пішої Херсонської дружини у Бендерах. Незабаром його було взято в Одесу в навчальну команду 112 бригади Державного озброєння.
12 березня 1917 року Навчальна команда присягала Тимчасовому уряду. Громадська праця захоплює Олександра, він бере участь в місцевій раді солдатських та офіцерських депутатів, головує в шкільному комітеті, пише статті до одеських часописів. В березні Богдан приїздить у відпуску до Харкова, де бере активну участь в роботі харківської організації есерів, розробляючи засади національних відносин у партії та відстоюючи самостійність (чи принаймні автономність) українських есерівських організацій.
Після повернення з Харкова до Одеси Богдан вступає до Одеського військового училища, де був обраний головою шкільного комітету. В травні 1917 р. його делегують у Петроград на Всеросійський селянський з'їзд. 30 травня він повертається до Одеси, де добровільно вступає до ударного батальйону і їде на фронт.
За нотатками самого Богдана можна простежити маршрут по Бессарабії та Поділлю військової частини, в складі якої він був, від 24 червня до 30 липня: Одеса, Куклинце, Зарудзе, Копиченці, Теребовля, Яхнівці, Жмеринка, Одеса. Ця частина брала участь принаймні у двох нещасливих боях (Зарудзе і Гай-Вельки), мала значні втрати і в ході відступу в складі інших полків вивезена до Одеси. 27 липня на зборах юнкерів і солдат ударного батальйону Полоцького полку Богданові призначили Георгієвську медаль 4-го ступеня, а вже в Одесі 1 серпня йому присвоєно звання прапорщика.
У серпні 1917 року Богдана назначають до 34-го сибірського стрілецького пішого запасного полку, який знаходився у Кургані.
2 листопада 1917 року Олександр виїхав з Кургану у Воронеж, де Центральним Комітетом УПСР було виставлено його кандидатуру на виборах до Всеросійських Установчих Зборів. За результатами виборів Зарудний не потратив до складу делегатів вишів.
З Воронежу він повернувся до Ізюму. Є підстави стверджувати, що десь з 14 листопада і до моменту загибелі 26 січня 1918 року Зарудний перебував у Києві. Очевидно він був делегований на ІІІ з"їзд УПСР, що відбувся 21-24 листопада 1917 року. На цьому з'їзді його обрано до нового ЦК партії з 37 осіб. В біографічній довідці про Зарудного констатується, що цей з'їзд  кооптував його до складу УЦР. Присутність Зарудного зафіксована на вечірньому засіданні 14 грудня 1917 року VIII сесії УЦР (проходила з 12 по 17 грудня). Тут він виступив при обговоренні проекту земельного закону, внесеного на розгляд фракцією українських соціал-демократів. Зарудний заперечував проти цього проекту і пропонував розробити його на основі соціалізації землі
На засіданні Малої Ради 21 грудня 1917 року Б.-О. Зарудного призначають генеральним секретарем (міністром) земельних справ Генерального Секретаріату (уряду) УНР. Надалі в опублікованих протоколах засідань Генерального Секретаріату присутність його фіксується 22, 26, 27, 29 грудня 1917 року та 2, 4, 7, 8 січня 1918 року.
26 грудня Б.-О. Зарудний стає до слова в ході жвавих дебатів з питання проголошення незалежності України із своїми застереженнями проти такого акту і миру з Німеччиною.
29 грудня 1917 року на засіданні Генерального Секретаріату за пропозицією Зарудного товаришем генерального секретаря земельних справ призначається Аристарх Терниченко, відомий вчений-агроном. Він залишив теплі спомини про Зарудного як про вмілого керівника і чудову людину.
Бурхливо починався 1918 рік. Йшла інтенсивна окупація території УНР більшовицькими військами. 5 січня в Петрограді відбулося єдине засідання Всеросійських Установчих Зборів (ВРУЗ). Всупереч рішенню наради делегатів від України не брати участь у ВРУЗ до проведення Всеукраїнських Установчих Зборів (ВУУЗ) в тому засіданні була присутня група лівих українських есерів — Гнат Михайличенко, Андрій Овчаренко, Опанас Сіверо-Одоєвський, Микола Попов, Сергій Бачинський, Володимир Качинський (майже всі вони були членами Харківської організації УПРС). 11 січня Мала Рада УЦР приймає IV Універсал, яким проголошує повну самостійність УНР. Активізуються Берестейські переговори УНР з державами Четверного союзу про укладення мирного договору. 14 січня Радою Народних міністрів у місті запроваджується стан облоги, особливим комендантом Києва призначається командир київських формувань Вільного козацтва Михайло Ковенко. 15 січня відкриваються Дев'яті загальні збори УЦР. У ніч на 16 січня в Києві починається збройне повстання проти УЦР збільшовичених військових і робітничих загонів. І саме 16 січня 1918 року ввечері Ковенко зі своїми козаками заарештовує групу представників лівого крила УПСР у зв'язку з підозрою, що вони домовилися з більшовиками підтримати їхнє повстання. На знак протесту до арештованих приєднується Б.-О. Зарудний, на той момент міністр земельних справ у кабінеті Володимира Винниченка. Одинадцятьох заарештованих (Вололодимир Кедровський, Богдан-Олександр Зарудний, Михайло Полоз, Сергій Бачинський, Гнат Михайличенко, Опанас Сіверо-Одоєвський, Андрій Овчаренко, Григорій Ткаль, Олександр Шумський, Антін Приходько, Андрій Полонський) утримували в штабі Вільного козацтва на Миколаївській вулиці під постійною загрозою розстрілу.  18 січня, у розпал вуличних боїв, коли будинок Педагогічного музею обстрілювався заколотниками з готелю «Прага» й центрального телеграфу на Володимирській вулиці, УЦР ухвалює Земельний закон, що передбачав есерівську соціалізацію земель та надр і одним з авторів якого був Зарудний, та затверджує новий склад Ради народних міністрів на чолі з есером Всеволодом Голубовичем, який перед трьома днями також протестував проти арешту своїх товаришів з лівого крила партії. В уряді Голубовича посаду міністра земельних справ посів Аристарх Терниченко.
У зв'язку з заявою-протестом арештованих від 17 січня 1918 року, їх 20 січня відвідала парламентська комісія у складі соціал-демократа Бориса Мартоса та есера Миколи Чечеля. 21 січня Зарудного та Полоза було звільнено, а решту в'язнів перевели до артистичного клубу на тій же Миколаївській вулиці й віддали під лояльнішу охорону Катеринославського загону Вільного козацтва.

## Смерть
25 січня, того дня, коли УЦР та уряд під тиском більшовицького війська покинули Київ (забувши про дев'ятьох есерів, що залишалися під арештом) Богдан-Олександр не міг повернутися додому, а мусив ночувати разом з Леонардом Бочковським у свого товариша Ісака Пугача, також есера та члена УЦР. Вранці 26 січня 1918 року їх трьох було заарештовано і по-звірячому замордовано у парку по дорозі до Маріїнського палацу, де розташувався штаб Михайла Муравйова.
Ховали Б.-О. Зарудного, Л. Бочковського, І. Пугача 1, 2 і 5 лютого (за ст. ст.) 1918 року на Байковому кладовищі. На сороковини з дня загибелі трьох членів УЦР, 19 березня 1918 року (за нов. ст.) о 12-й годині, у Софійському соборі відправлено панахиду. Цього ж дня з 2-ї години відбувались похорони 26 крутянців на Аскольдовій могилі. 20 березня 1918 року відбулося велелюдне урочисте засідання Малої Ради, присвячене першим роковинам утворення УЦР. Головуючий Михайло Грушевський свій виступ, в якому він подав короткий огляд розвитку УЦР, закінчив «згадкою про пам'ять тих, хто не дожив до сьогоднішньої урочистої нашої річниці, що славно загинули на своєму посту, боронячи і рідну країну від ворогів, про Пугача, Зарудного, Бочковського і всіх інших. Дозвольте вшанувати їх пам'ять вставанням (всі встають) і нехай їм буде вічна пам'ять!»

## Сім'я
Походив із давнього козацького роду Зарудних; свій родовід виводив від генерального судді Війська Запорізького Самійла Богдановича-Зарудного, сподвижника гетьманів Богдана Хмельницького та Івана Виговського. 
Його дід Сергій Іванович Зарудний (1821—1887) — видатний правник, посідав високе місце в царській адміністративній ієрархії. Він був сенатором, таємним радником, одним з головних авторів судової реформи 1864 року. Рік смерті сенатора збігся з арештом його двох синів Олександра та Сергія (всього у нього було семеро дітей) у справі підготовки замаху на царя Олександра ІІІ. Старшого брата було звільнено через брак доказів, молодшого, тоді ще студента Петровсько-Розумовської академії, батька Богдана-Олександра, було заслано до Омська.
Олександр Сергійович Зарудний (1863—1934), дядько і тезка Богдана-Олександра, був також видатним юристом, адвокатом, який спеціалізувався в основному на захисті опозиційно налаштованих до царського режиму осіб і груп. Він брав участь у захисті обвинувачених у судових процесах: якутських засланців (1904); «Романівська справа» (збройний протест проти дій адміністрації); бойової організації есерів (1905); справа лейтенанта Петра Шмідта та інших учасників повстання на Чорноморському флоті (1906), справа Петербурзької ради робітничих депутатів (1906), справа про підготовку замаху на Миколу II (1907); київська справа Бейліса, обвинуваченого російськими чорносотенцями в ритуальному вбивстві православного хлопчика (1913). 
Крім того, брав участь в «літературних процесах», захищаючи письменників, видавців, журналістів, які притягувалися до відповідальності за критику існуючих порядків. Під час «Романівської справи» доводив законність непокори незаконним діям влади, розглядаючи такий протест як необхідну оборону. В справі Менделя Бейліса, яка була в центрі уваги світової преси, Олександр Зарудний-старший завдяки своїм блискучим знанням та ораторському хисту, домігся унікального виправдного вироку суду київських присяжних, який складався переважно з українських селян. Після Лютневої демократичної революції Олександр Зарудний-старший входив до складу Тимчасового уряду як товариш міністра, а згодом до вересня 1917 року як міністр юстиції. Після відставки з поста міністра, у вересні 1917 брав участь в Петроградській Демократичній нараді (передпарламенті), виступав з критикою слабкості Тимчасового уряду, був прихильником коаліції соціалістичних і ліберальних політичних сил, демонстрував своє неприйняття особистої влади, в тому числі і свого давнього друга Олександра Керенського. Щира і позбавлена політичного розрахунку промова О. Зарудного-старшого була використана більшовиками для пропаганди проти Тимчасового уряду.

## Відгомін
| | Ще недавно були вони всі між нами, в тісному товариському гурті. Коли над Києвом літали шрапнелі і на вулицях свистіли кулі, гурток наших товаришів, обурений тим що сталося, затривожений майбутнім нервово обмірковував біжучі події. Вони всі були з нами і своїм веселим настроєм вливали світло спокою в загальну тривогу. Немов сьогодні бачу схоже на Христове обличчя Бочковського, дитячу усмішку Зарудного і добродушний усміх Пугача. Про що балакали, не пам'ятаю, знаю, що сміялися, і Бочковський, жартуючи, мимохіть сказав: «Хотіли розстріляти свої, але мабуть розстріляють большевики». «Дуже можливо», — відповів Зарудний серйозно. Товариш Пугач почав сміятися і махнув рукою, заспокоюючи всіх, і прохав йти ночувати до себе… На другий день в цю годину їх вже не було в живих. Вранці всі три сиділи в помешканні Пугача і пили чай. В кімнату увійшли матроси і попрохали посвідчень. Не знаючи про те, що Київ в руках большевицького війська, показали посвідчення членів Центральної Ради. «Нам таких і треба», — відповіли матроси і повели їх до палацу… Був сонячний, чудовий зимовий ранок. Дружина Пугача пішла за ними, ридаючи. Товариш Зарудний заспокоїв її, що нічого поганого не скоїться… Матроси заборонили дружині далі йти з ними… У вечері в Мариїнському парку їх розстріляно.» |
| — Над трупами дорогих товаришів // Боротьба. — 1918. — № 1. — 10 лютого. — С. 2–3. [Цит. за кн. Документи трагічної історії України (1917–1927 рр.). — К., 1999. — С. 59.] | |

|                                                                       | …свідком і тільки випадково не об'єктом [заарештування] довелося бути авторові цих рядків. Матрос, що робив трус, на слова товаришів: «Ми члени Центральної Ради», з ненавистю промовив: «А вас то нам и нада! — Вся ета Центральна Рада!» І від цих слів, а головне від виразу його обличчя стало зрозумілим, що станеться щось непоправиме і безглузде… Така тупа ненависть світилася в його очах, так міцно одразу стисла його рука револьвер, що було ясно для нього «Центральна Рада» — це не «політика», це не ідейно-ворожа сила — а ворог, реальний, первісний ворог первісної людини, котрого треба різати, колоти, стріляти, з котрим іншої боротьби не може бути… І так само ясно стало, що зайва річ щось пояснювати, зайво розказувати про напрямок думок товаришів, про їхню діяльність, про недавній арешт Зарудного «українцями» — все було б зайвим і непотрібним, бо тут прокинулися звірячі первісні інстинкти, слова ж і думки втратили всяку силу. І тому так покірно пішли на смерть, на розстріл, щоб впасти невинними жертвами людської темноти і свідомості безудержної демагогії, гри на звірячих інстинктах… Здавалося, життя повинно було б навчити офіціяльних проводирів сучасної «правительственої політики» з партії большевиків, нікому непотрібні ні смерть — і то не «контрреволюціонерів», а соціалістів-революціонерів чистої води — повинні були б показати «правительственній партії» всю хибність їхньої політики демагогії і отруювання мас. Але «горбатого труна виправить!» |
| — Еллан В. Наслідки… // Боротьба. — 1918. — № 1. — 10 лютого. — С. 3. | |

| | Київська радянська влада, штаби революційних військ, окремі особи з більшовицьких лідерів — усі вони рішуче заявляють, що ніхто не давав наказу про розстріл Зарудного і Бочковського. «Самі солдати розстріляли». Проти такої заяви годі заперечувати, бо дійсно «самі солдати» розстріляли навіть багатьох київських більшовиків. Щоправда, ті, хто посилається на «самих солдат», прекрасно знають, що окрім офіційних наказів існують ще так звані «негласні» розпорядження або… лише «поради». Знають вони також і те, що революційним радянським і так званим «революційним» військам, які взяли Київ, було віддано наказ, а може, не наказ, а лише «пораду»: «українських голів не шкодувати». |
| — Качинський В. Пам'яті Олександра Сергійовича Зарудного // Земля і воля. — (Харків). — 1918. — 23 (10) лютого. — № 251. | |

## Увічнення пам'яті
У 1919–1938 роках нинішня вулиця Івана Федорова у Києві мала назву вулиця Зарудного.